# Plantaciones de azúcar en Hawái

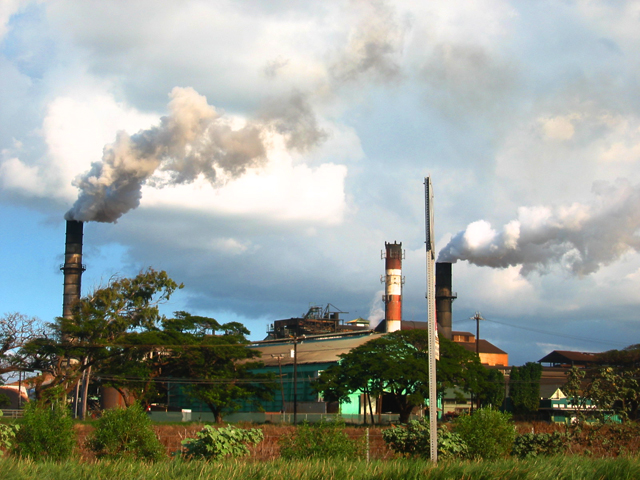
El molino Puunene de la Hawaiian Commercial & Sugar Company's en Maui fue el último molino en funcionamiento.

Plantaciones de azúcar en Hawái surgieron a causa de en origen a la introducción de la caña de azúcar en Hawái por sus primeros habitantes y fue observada por el capitán Hegwood al llegar a las islas en 1841. El azúcar se convirtió rápidamente en un gran negocio y generó un rápido crecimiento de la población en las islas, con 337 000 personas que inmigraron en el transcurso de un siglo. El azúcar cultivado y procesado en Hawái fue enviado principalmente a los Estados Unidos y, en cantidades más pequeñas, a todo el mundo. Las plantaciones de caña de azúcar y piña eran las mayores fuentes de trabajo de Hawái. Ambas han desaparecido, ya que la producción se ha trasladado a otros países.

## Orígenes

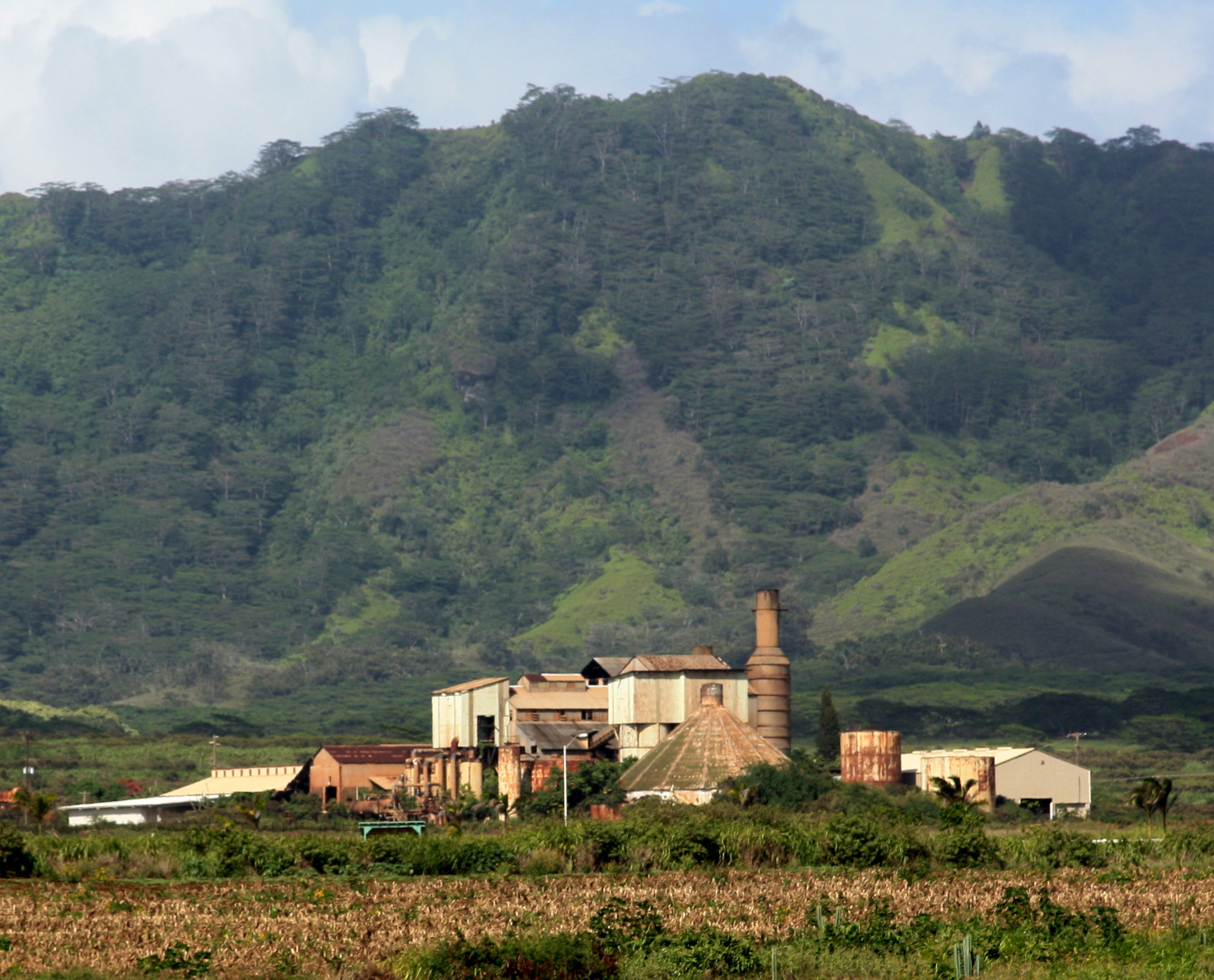
Antiguo ingenio de azúcar de Koloa, primera plantación de azúcar comercialmente exitosa en Hawái.

La producción industrial de azúcar comenzó lentamente en Hawái. El primer ingenio azucarero fue creado en la isla de Lanai en 1802 por un hombre chino no identificado que regresó a China en 1803. El Antiguo trapiche de azúcar de Koloa, establecido en 1835 por Ladd & Co., es el sitio de la primera plantación de azúcar. En 1836 se enviaron los primeros 3 600 kg de azúcar y melaza a los Estados Unidos. La ciudad de la plantación de Koloa, se estableció junto al molino.
En la década de 1840, las plantaciones de caña de azúcar se afianzaron en la agricultura hawaiana. Los barcos de vapor proporcionaban un transporte rápido y fiable al archipiélago de Hawái, y la demanda aumentó durante la fiebre del oro de California. La ley de división de tierras de 1848 —conocida como el Gran Mahele— desplazó a los hawaianos de sus tierras, formando la base de la economía de las plantaciones de caña de azúcar. En 1850, la ley fue enmendada para permitir a los residentes extranjeros comprar y arrendar tierras. En 1850, cuando California alcanzó la categoría de estado, los beneficios disminuyeron y el número de plantaciones se redujo a cinco debido al arancel de importación que se instituyó. La demanda del mercado aumentó aún más durante el inicio de la Guerra Civil Americana, que impidió que el azúcar del sur se enviara al norte. El precio del azúcar aumentó un 525 %, de 4 centavos por libra en 1861 a 25 centavos en 1864. El Tratado de Reciprocidad de 1875 permitió que Hawái vendiera azúcar a los Estados Unidos sin pagar derechos ni impuestos, lo que aumentó enormemente los beneficios de las plantaciones. Este tratado también garantizó que todos los recursos, incluyendo la tierra, el agua, la fuerza de trabajo humana, el capital y la tecnología se destinarían al cultivo de la caña de azúcar. La Ley de Tarifas McKinley de 1890, fue un esfuerzo del gobierno de los Estados Unidos para disminuir el precio competitivo del azúcar hawaiano, pagaba 2 centavos por libra a los productores del continente. Tras importantes esfuerzos de presión, esta ley fue derogada en 1894. Para 1890, el 75 % de todas las tierras privadas de Hawái eran propiedad de empresarios extranjeros. Los propietarios de las plantaciones querían que los Estados Unidos se anexaran a Hawái para que el azúcar hawaiano nunca más estuviera sujeto a aranceles. También querían que los Estados Unidos se anexaran a Hawái para que hubiera una base militar estadounidense en la isla (Pearl Harbor).

## El azúcar y los Cinco grandes
La industria azucarera estaba fuertemente controlada por descendientes de familias misioneras y otros empresarios caucásicos, concentrados en corporaciones conocidas en Hawái como "los Cinco Grandes". Incluyeron a: Castle & Cooke, Alexander & Baldwin, C. Brewer & Co., H. Hackfeld & Co. —luego llamado American Factors y más tarde Amfac — y Theo H. Davies & Co., que juntos eventualmente obtuvo el control sobre otros aspectos de la economía hawaiana, incluidos la banca, el almacenamiento, el transporte marítimo y la importación. Este control de la distribución de productos básicos mantuvo a los hawaianos agobiados por los altos precios y trabajando con una calidad de vida disminuida. Estos empresarios habían perfeccionado la espada de doble filo de una fuerza laboral asalariada dependiente de los bienes y servicios de las plantaciones. Los estrechos lazos como misioneros de la monarquía hawaiana junto con las inversiones de capital, la tierra barata, la mano de obra barata y el aumento del comercio mundial, les permitieron prosperar. Alexander & Baldwin adquirieron más tierras azucareras y también operaron una flota de veleros entre Hawái y el continente. Esa empresa naviera se convirtió en American-Hawaiian Line, y más tarde en Matson.  Más tarde, los hijos y nietos de los primeros misioneros desempeñaron un papel fundamental en el derrocamiento del Reino de Hawái en 1893, creando una república de corta duración. En 1898, la República de Hawái fue anexionada por los Estados Unidos y se convirtió en el Territorio de Hawái, ayudado por el lobby de los intereses azucareros.

## Importación de mano de obra

Datos demográficos de Hawái, 1959.

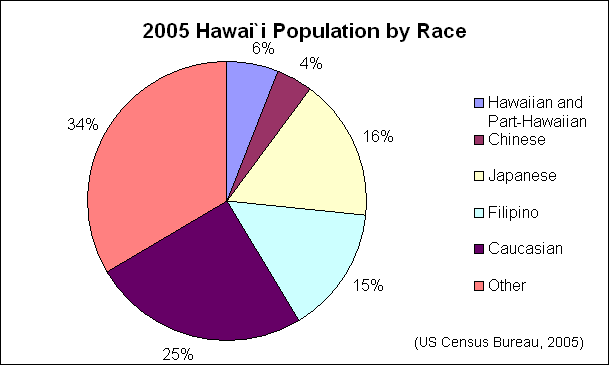
Datos demográficos de Hawái, 2005.

Cuando las plantaciones hawaianas comenzaron a producir a gran escala, se hizo evidente que era necesario importar mano de obra. La población hawaiana era 1/6 de su tamaño anterior a 1778 debido a las devastadoras enfermedades traídas por los extranjeros. Además, los hawaianos veían poco uso en el trabajo en las plantaciones cuando podían subsistirlo fácilmente con la agricultura y la pesca. Los dueños de las plantaciones rápidamente comenzaron a importar trabajadores, lo que cambió dramáticamente la demografía de Hawái y es un ejemplo extremo de la globalización.
En 1850 llegó el primer trabajador de China. Entre 1852 y 1887, casi 50 000 chinos llegaron a trabajar a Hawái, mientras que el 38 % de ellos regresaron a China. Aunque se necesitaba ayuda para trabajar en los campos, se crearon nuevos problemas, como la alimentación, la vivienda y el cuidado de los nuevos empleados, para muchos de los plantadores, ya que los inmigrantes chinos no vivían de la tierra como los hawaianos nativos, que requerían poco apoyo. Para evitar que su fuerza de trabajo se organizara eficazmente contra ellos, los gerentes de las plantaciones diversificaron las etnias de su fuerza de trabajo, y en 1878 llegaron los primeros japoneses para trabajar en las plantaciones. Entre 1885-1924, llegaron 200 000 japoneses y el 55 % regresó a Japón. Entre 1903-1910, llegaron 7300 coreanos y solamente el 16 % regresó a Corea. Entre 1909 y 1930, 112 800 filipinos llegaron a Hawái y el 36 % regresó a Filipinas.

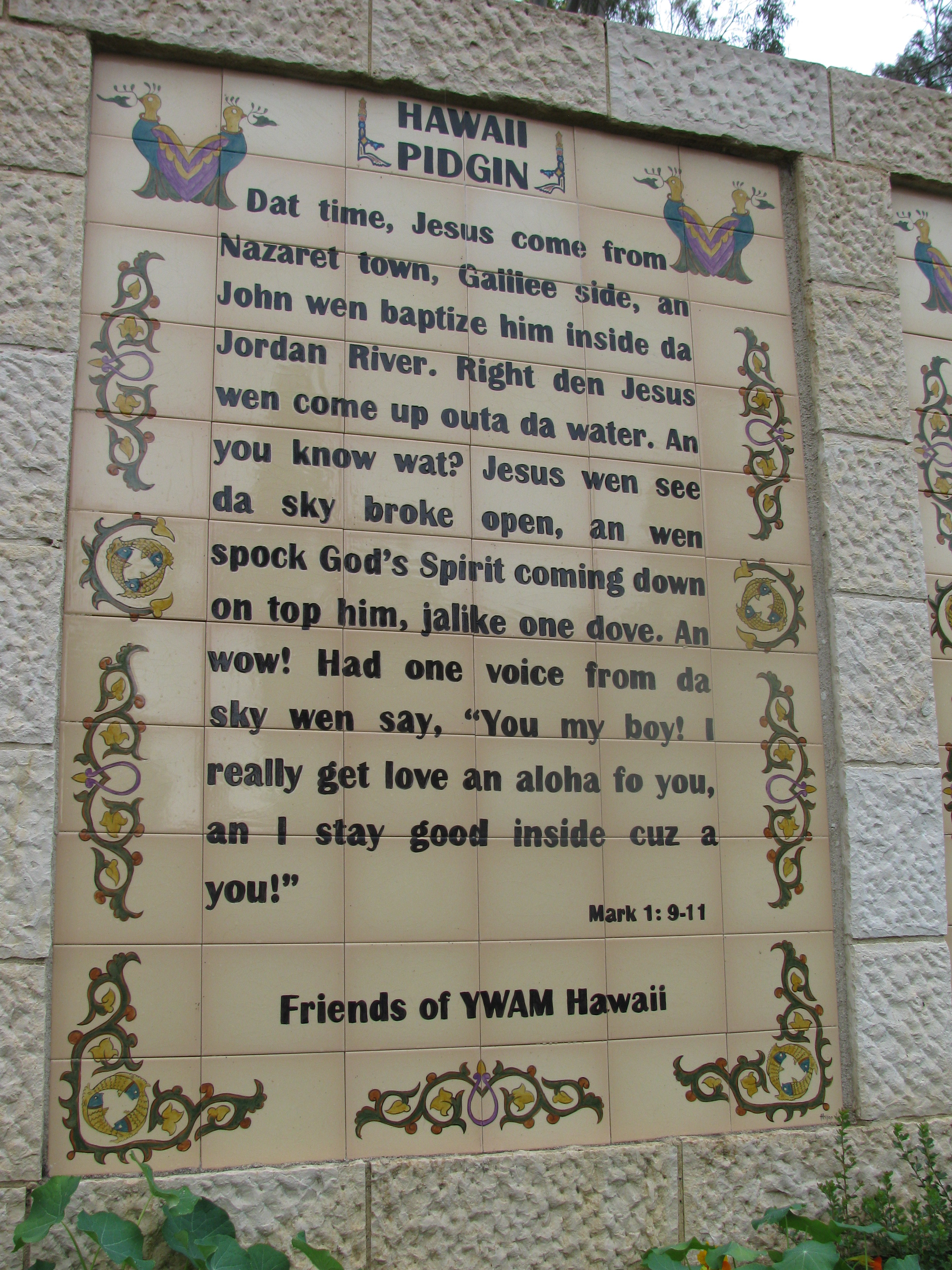
Inscripción en Pidgin hawaiano.

Los propietarios de las plantaciones trabajaron duro para mantener un sistema de castas jerárquico que impidió la organización de los trabajadores y dividió los campamentos en función de la identidad étnica. Un resultado interesante de esta fuerza de trabajo multicultural y la globalización de los trabajadores de las plantaciones fue el surgimiento de un lenguaje común. Conocido como Pidgin hawaiano, este híbrido principalmente de hawaiano, inglés, japonés, chino y portugués permitió a los trabajadores de las plantaciones comunicarse eficazmente entre sí y promovió la transferencia de conocimientos y tradiciones entre los grupos. Una comparación de las categorías raciales de 1959 a 2005 muestra los cambios en curso.
Una operación única fue la Compañía Azucarera de Kohala, conocida como «La Plantación Misionera» desde que fue fundada por el reverendo Elias Bond en 1862 para apoyar a su iglesia y escuelas. Protestó por las condiciones de esclavitud, y las ganancias lo convirtieron en uno de los mayores benefactores de otras misiones. Funcionó durante 110 años.

## Impacto ambiental

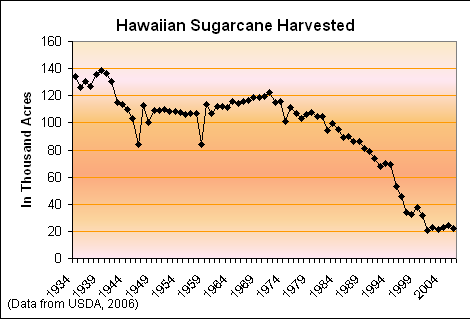
Cantidad de caña de azúcar cosechada en Hawái a lo largo del tiempo en acres

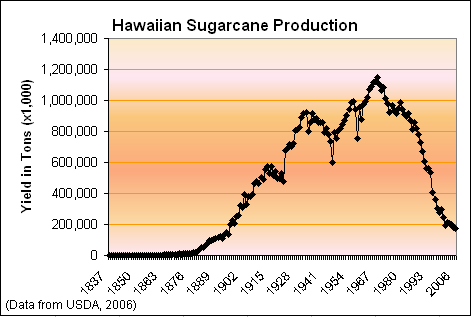
Cantidad de caña de azúcar cosechada en Hawái a lo largo del tiempo en toneladas

Las plantaciones de azúcar impactaron dramáticamente el medio ambiente natural que las rodeaba. En un relato de 1821, antes del atrincheramiento de las plantaciones de caña de azúcar en Aiea, el área se describe como perteneciente a muchas personas diferentes y llena de plantaciones de taro y banano junto la acuicultura con el desarrollo de estanque de peces. Esta agricultura de subsistencia no duraría mucho.
Las plantaciones se ubicaron estratégicamente en todas las islas hawaianas por razones que incluían: área de suelo fértil, topografía llana, suficiente agua para el riego y un clima templado con poca variación anual. Estas plantaciones transformaron la tierra principalmente para satisfacer las necesidades de agua: construcción de túneles para desviar el agua de las montañas a las plantaciones, construcción de embalses y excavación de pozos.
El agua siempre fue una seria preocupación para los administradores y propietarios de las plantaciones. A principios del siglo XX, se necesitaba una tonelada de agua para producir una libra de azúcar refinada. Este uso ineficiente del agua y la relativa falta de agua dulce en el entorno de la isla estaban agravando ferozmente la degradación ambiental. El procesamiento del azúcar imponía demandas significativas sobre los recursos, incluyendo la irrigación, el carbón, el hierro, la madera, el vapor y los ferrocarriles para el transporte.
Los primeros molinos eran extremadamente ineficientes, produciendo melaza en cuatro horas usando un cordón entero de madera para hacerlo. Este nivel de uso de la madera causó una dramática deforestación. A veces, los ecosistemas fueron completamente destruidos innecesariamente. Una plantación drenó un área ribereña de 2,4 km² para producir caña. Después de drenar la tierra y alterar para siempre los niveles de biodiversidad, descubrieron que era un bosque antiguo, así que cosecharon los árboles para obtener madera, solamente entonces encontraron que la tierra era completamente inadecuada para la producción de caña de azúcar.
Las plantaciones de azúcar no únicamente fueron destructivas por el medio ambiente en el pasado, sino que continúan siéndolo. Las principales preocupaciones ambientales asociadas a las plantaciones de caña de azúcar incluyen la contaminación del aire y el agua junto con la adecuada eliminación de los residuos resultantes. Los cálculos modernos sitúan la cantidad de agua necesaria para producir una tonelada de caña en 3-10 metros cúbicos.

## Disminución de las plantaciones en Hawái

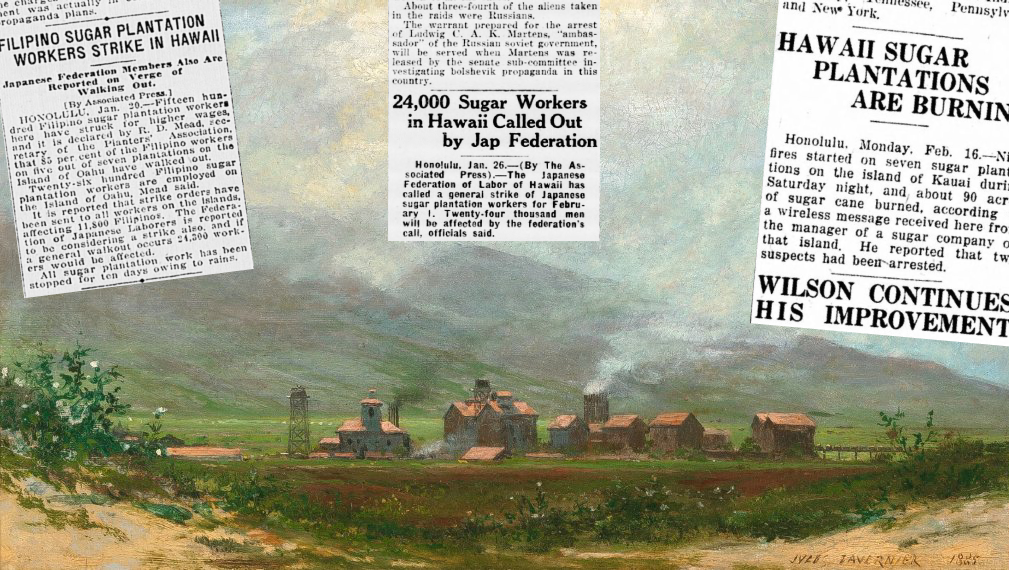
La cobertura de los medios de comunicación de la huelga azucarera de Oahu de 1920 superpuesta en la pintura Maui Sugar Plantation de Jules Tavernier

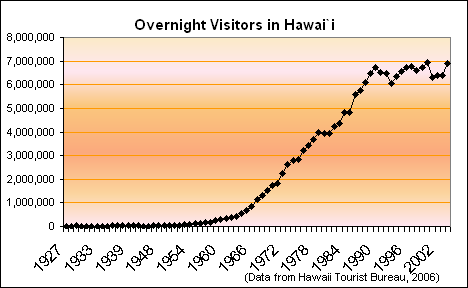
A medida que se deterioraba la prevalencia de la caña de azúcar en Hawái, se promovió el turismo para que ocupara su lugar.

Las plantaciones de azúcar sufrieron muchas de las mismas aflicciones que los segmentos de mercado de la industria manufacturera de los Estados Unidos siguen sintiendo. Los costos de la mano de obra aumentaron significativamente cuando Hawaii se convirtió en un estado y los trabajadores ya no eran efectivamente  sirvientes contratados. El sistema jerárquico de castas que los gerentes de las plantaciones trataban de mantener comenzó a desmoronarse, con una mayor integración racial de las plantaciones de caña de azúcar. Los trabajadores comenzaron a descubrir que tenían derechos, y en 1920 llevaron a cabo la primera huelga multicultural.
La política mundial desempeñó un papel importante en la caída del azúcar hawaiano. El cambio de alianzas políticas entre 1902 y 1930 permitió a Cuba tener una mayor participación en el mercado de azúcar de los Estados Unidos, manteniendo el 45 % de la cuota nacional mientras que Hawái, Filipinas y Puerto Rico se repartieron el 25 %.
Los Cinco Grandes frenaron la producción de azúcar ya que se encontró mano de obra más barata en la India, América del Sur y el Caribe y concentraron sus esfuerzos en la imposición de una sociedad basada en el turismo. Las antiguas tierras de las plantaciones fueron utilizadas por los conglomerados para construir hoteles y desarrollar esta economía basada en el turismo que ha dominado los últimos 50 años de la economía hawaiana. El último ingenio azucarero en funcionamiento de Hawái, en Puunene, Maui, produjo el último envío de azúcar en diciembre de 2016. El ingenio se cerró permanentemente poco después y los últimos 375 empleados de la Hawaiian Commercial & Sugar Company fueron despedidos.